# عقاقة (تعز)
عقاقه هي إحدى قرى الجمهورية اليمنية. تتبع جغرافيا لمحافظة تعز وإداريًا لمديرية صبر الموادم. يبلغ تعداد سكانها 4037 نسمة حسب الإحصاء الذي أجري عام 2004.